# Angerhof (Dentlein am Forst)
Angerhof ist ein Gemeindeteil des Marktes Dentlein am Forst im Landkreis Ansbach (Mittelfranken, Bayern). Angerhof liegt in der Gemarkung Dentlein a.Forst.

## Geographie
Der Weiler liegt am Nordufer der Sulzach und am Seeholzgraben, der dort als linker Zufluss in die Sulzach mündet. Im Norden liegt das Waldgebiet Angerholz. Die Kreisstraße AN 53 führt über Erlmühle nach Dentlein am Forst (4,5 km nördlich) bzw. zur Staatsstraße 2220 (0,1 km südlich). Die Kreisstraße AN 42 führt an Eschenlach vorbei nach Dürrwangen (2 km westlich).

## Geschichte
Angerhof lag im Fraischbezirk des ansbachischen Oberamtes Feuchtwangen. 1732 gab es einen Hof, der mit doppelter Mannschaft besetzt war. Grundherr war oettingen-spielbergische Oberamt Dürrwangen. An diesen Verhältnissen hatte sich bis zum Ende des Alten Reiches nichts geändert. Von 1797 bis 1808 unterstand der Ort dem Justiz- und Kammeramt Feuchtwangen.
Mit dem Gemeindeedikt (frühes 19. Jahrhundert) wurde der Ort dem Steuerdistrikt und der Ruralgemeinde Dentlein zugewiesen.

### Einwohnerentwicklung
| Jahr      | 001818 | 001840 | 001861 | 001871 | 001885 | 001900 | 001925 | 001950 | 001961 | 001970 | 001987 | 002003 | 002017 |
| Einwohner | 7      | 14     | 22     | 18     | 19     | 14     | 11     | 16     | 9      | 9      | 8      | 12     | 12     |
| Häuser    | 1      | 1      |        |        | 3      | 3      | 2      | 2      | 2      |        | 3      |        |        |
| Quelle    | [ 10 ] | [ 11 ] | [ 12 ] | [ 13 ] | [ 14 ] | [ 15 ] | [ 16 ] | [ 17 ] | [ 18 ] | [ 19 ] | [ 20 ] | [ 21 ] | [ 1 ]  |

## Religion
Der Ort ist seit der Reformation evangelisch-lutherisch geprägt und bis heute nach Zur Lieben Frau (Dorfkemmathen) gepfarrt. Die Einwohner römisch-katholischer Konfession sind nach Maria Immaculata (Dürrwangen) gepfarrt.